# Liste der 999 Frauen des Heritage Floor/Sappho
Diese Liste beschreibt das Gedeck für Sappho auf dem Tisch der Kunstinstallation The Dinner Party von Judy Chicago. Sie ist Teil der Liste der 999 Frauen des Heritage Floor, die den jeweiligen Gedecken auf dem Tisch zugeordnet sind. Die Namen der 999 Frauen befinden sich auf den Kacheln des Heritage Floor, der unterhalb des Tisches angeordnet, zur Kunstinstallation gehört.

## Beschreibung
Die Installation besteht aus einem dreiseitigen Tisch, an dem jeweils 13 historische oder mythologische Persönlichkeiten, somit insgesamt 39 Personen, von der Urgeschichte bis zur Frauenrechtsbewegung Platz finden. Diesen Personen wurde am Tisch jeweils ein Gedeck bestehend aus einem individuell gestalteten Tischläufer, einem individuell gestalteten Teller sowie einem Kelch, Messer, Gabel, Löffel und einer Serviette zugeordnet. Die erste Seite des Tisches widmet sich der Urgeschichte bis zur Römischen Kaiserzeit, die zweite der Christianisierung bis zur Reformation und die dritte von der Amerikanischen Revolution bis zur Frauenbewegung. Jedem Gedeck auf dem Tisch sind weitere Persönlichkeiten zugeordnet, die auf den Fliesen des Heritage Floor, der den Raum unter dem Tisch und die Mitte des Raumes zwischen den Seite des Tisches einnimmt, einen Eintrag erhalten haben. Diese Liste erfasst die Persönlichkeiten, die dem Gedeck der Sappho zugeordnet sind. Ihr Platz befindet sich an der ersten Tischseite.

### Hinweise
Zusätzlich zu den Namen, wie sie in der deutschen Transkription oder im wissenschaftlichen Sprachgebrauch benutzt werden, wird in der Liste die Schreibweise aufgeführt, die von Judy Chicago auf den Kacheln gewählt wurde.
Die Angaben zu den Frauen, die noch keinen Artikel in der deutschsprachigen Wikipedia haben, sind durch die unter Bemerkungen angeführten Einzelnachweise referenziert. Sollten einzelne Angaben in der Tabelle nicht über die Hauptartikel referenziert sein, so sind an der entsprechenden Stelle zusätzliche Einzelnachweise angegeben. Bei Abweichungen zwischen belegten Angaben in Wikipedia-Artikeln und den Beschreibungen des Kunstwerks auf der Seite des Brooklyn Museums wird darauf zusätzlich unter Bemerkungen hingewiesen.

### Gedeck für Sappho

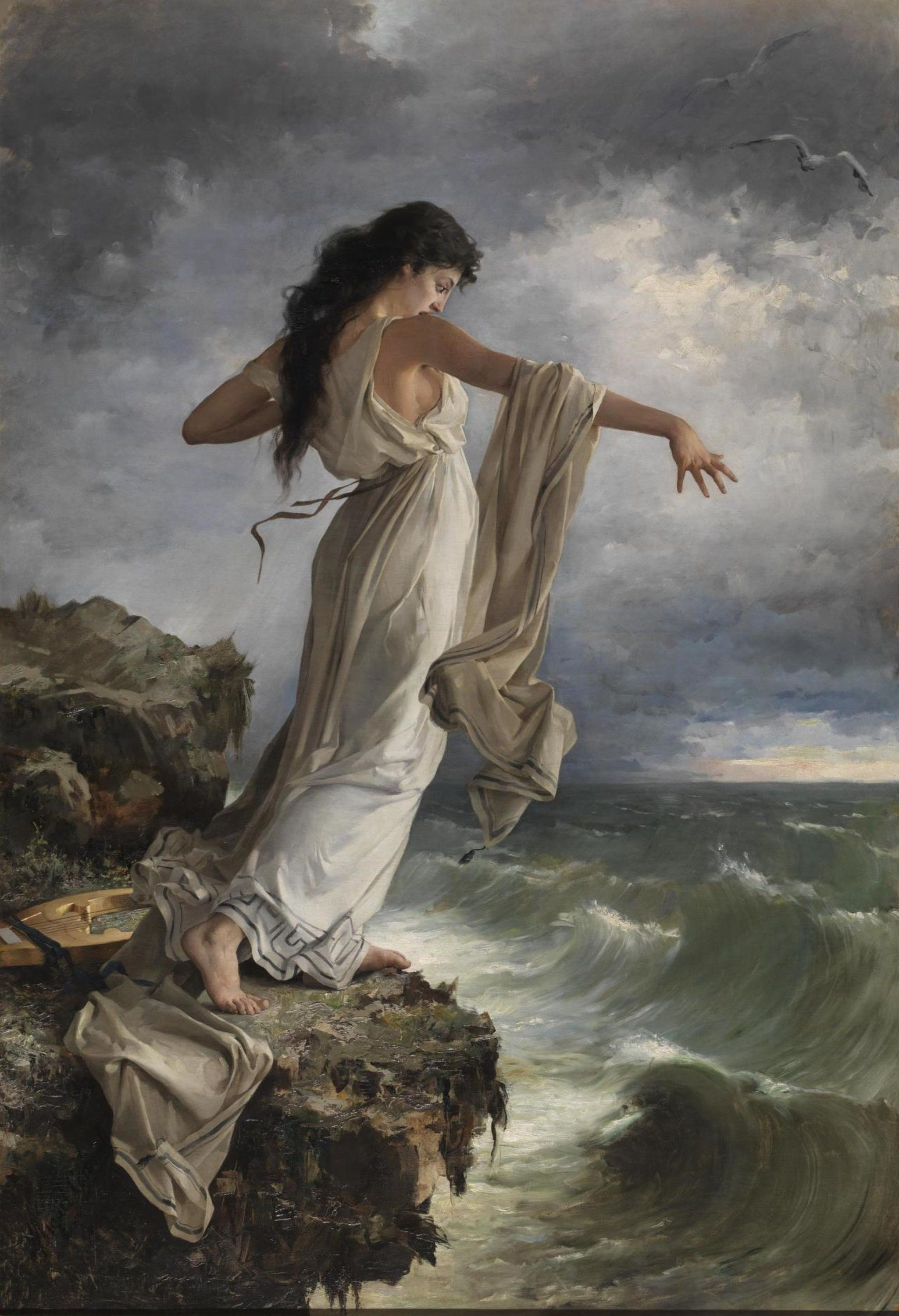
Tod der Sappho, Miguel Carbonell Selva 1881

Sappho war eine antike griechische Dichterin. Sie wurde zwischen 630 und 612 v. Chr. geboren und starb um 570 v. Chr. Sappho gilt als wichtigste Lyrikerin des klassischen Altertums und hat kanonische Bedeutung. Sie lebte und wirkte auf der Insel Lesbos, dem kulturellen Zentrum des 7. Jahrhunderts v. Chr., in der Hafenstadt Mytilini.
In ihren Dichtungen spielt die erotische Liebe eine wichtige Rolle.
Sie wird von Judy Chicago als die von Platon bezeichnete zehnte Muse beschrieben. Zu ihren Leistungen gehörte eine neue Form der Poesie, in der die Ich-Erzählung an die Stelle der Erzählung vom Standpunkt der Götter trat. Da Legenden und Mythen Details des Lebens von Sappho überdecken, bezieht sich Chicago auf die von Suidas herausgebrachte Suda, ein Lexikon, um 970 geschrieben.
Sappho stammte aus einer adeligen Familie von der Insel Lesbos. Für einige Zeit musste ihre Familie in die Verbannung nach Sizilien. Sappho kehrte nach Mytilene zurück und heiratete einen Mann namens Kerkylas, mit dem sie die Tochter Kleïs hatte. Sie versammelte unverheiratete, wohlhabende Frauen als Schülerinnen um sich. Diese wurden von ihr in musischen Fertigkeiten wie Poesie, Musik, Gesang und Tanz unterrichtet und mit ihnen trat sie bei Festen zu Ehren der Götter auf. Auf Lesbos war es zu der Zeit sehr verbreitet, dass sich Frauen trafen, um Gedichte zu lesen, Musik zu spielen, die religiösen Feste der Frauen zu feiern und gemeinsam die erste Menstruation ihrer Töchter zu begrüßen. Sappho selbst war eine kompetente Musikerin und Tänzerin. Auch wurde die Homosexualität in dieser Zeit der griechischen Geschichte akzeptiert und die Beziehungen zwischen Frauen auf der Insel waren weit verbreitet. Aus unerwiderter Liebe soll sie sich von einem Felsen ins Meer gestürzt haben, was jedoch als Legende angesehen wird.
Zur Zeit von Sapphos Schaffen änderte sich der Stil in der Poesie. Heroische Geschichten in epischer Form, die von den Göttern erzählt wurden, wurden von persönlichen Erzählungen abgelöst. Zu den frühesten Dichtern dieser neuen Form gehörte Sappho. Ihre Themen waren Liebe und die damit verbundenen Emotionen wie Leidenschaft, Eifersucht, Zuneigung und Hass. Ihre Gedichte wurden von einer Leier begleitet, was ihre emotionale Wirkung verstärkte. Ihr Sprachgebrauch veränderte die Poesie. Sie schrieb ausschließlich im lokalen Dialekt, wobei sie in ihren Gedichten gebräuchliche Ausdrücke und Wörter verwendete. Sie schrieb in einem anmutigen und eleganten Stil, der sowohl Ovid als auch Catull beeinflusste. Das vielleicht berühmteste Werk von Sappho ist ihre Ode an Aphrodite.
In dem Gedeck für Sappho auf dem Tisch der Dinner Party finden sich Motive der griechischen Kunst und Architektur, die die kulturellen Einflüsse widerspiegeln. Auch findet sich ein Hinweis auf sie als „Blume der Gnaden“, ein Name, den sie von zeitgenössischen Schriftstellern erhielt. Der Teller enthält eine zentrale Darstellung einer Vulva, die in eine Blume übergeht, mit Blütenblättern, die in Purpur, Blau und Grün glasiert sind. Die Farbpalette weist auch auf die Ägäis hin, die die Insel Lesbos umgibt.
Auf der Rückseite des Tischläufers bilden die Farben des Meeres den Hintergrund für einen gestickten dorischen Tempel. Die Seiten des Läufers werden durch viele Wellenlinien begrenzt, die an langes lockiges Haar erinnern sollen, welches oft in griechischen Statuen der Klassik zu finden ist. Ihr Name ist auf der Vorderseite des Tischläufers eingestickt. Den initialen Buchstaben „S“ schmückt eine Leier, mit der oft die Rezitation ihrer Gedichte begleitet wurde, und der Name steht im Zentrum einer Farbexplosion, welche die bunten Farben nach außen trägt.
| Name               | Schreibweise auf der Kachel | Geburtsdatum                       | kulturräumliche Zuordnung       | Bemerkungen | Bild |
| ------------------ | --------------------------- | ---------------------------------- | ------------------------------- | --- | ---- |
| Anaxandra          | Anasandra                   | etwa 200 v. Chr.                   | Antikes Griechenland            | Malerin, Tochter und Schülerin von Nealkes. Mythologische und Genre-Malerei. |      |
| Anyte von Tegea    | Amyte                       | um 300 v. Chr.                     | Antikes Griechenland            | Dichterin, schrieb Grabinschriften für Menschen und Tiere sowie Gedichte über Landschaften. In der Antike wurde sie gelegentlich als „weiblicher Homer“ bezeichnet. |      |
| Carmenta           | Carmenta                    | N/A                                | Römische Mythologie             | Göttin der Geburt und Prophezeiung, verbunden mit technologischer Innovation sowie dem Schutz von Müttern und Kindern und der Förderung von Hebammen. Sie soll auch das lateinische Alphabet erfunden haben. |      |
| Kleobuline         | Cleobuline                  | 6. Jh. v. Chr.                     | Antikes Griechenland            | Wahrscheinlich fiktive altgriechische Dichterin. Sie schrieb Gedichte in Hexameterversen und war besonders geschickt darin, Rätsel zu schreiben. Aristoteles zitiert sie sowohl in seiner Poetik als auch in der Rhetorik. |      |
| Erinna             | Erinna                      | 4. oder 3. Jh. v. Chr.             | Antikes Griechenland            | Ihr bekanntestes Gedicht ist das Distaff (griechisch Ἠλᾰκάτη). |      |
| Helena von Ägypten | Helena                      | 4. Jh. v. Chr.                     | Spätzeit Ägypten                | Malerin der Antike. |      |
| Iaia               | Lalla                       | 2. Jh. v. Chr.                     | Antikes Rom                     | Malerin und Bildhauerin der Antike aus Kyzikos. |      |
| Dibutade           | Kora                        | N/A                                | Antikes Griechenland, Sikyon    | Mythische Tochter des Butades, deren Geschichte einen Anfangsmythos der Malerei darstellt. Insbesondere der Name Kora ist eine Fehlinterpretation des Wortes Kore (Mädchen) aus der antiken Überlieferung. Zu Beginn der Moderne war ihre Darstellung als Beispiel einer Liebesgeschichte, die erfinderisch macht, sehr beliebt. Auch bekannt als Callirhoe, Dibutatis, Debutade u. Ä. |      |
| Korinna            | Corinna of Tanagro          | 5. bis 3. Jh. v. Chr.              | Antikes Griechenland            | Dichterin. Sie gilt manchen Kritikern als bedeutendste nach Sappho. |      |
| Kresilas           | Cresilla                    | um 450 v. Chr.                     | Antikes Griechenland            | Judy Chicago glaubte, nach der fälschlichen Identifizierung durch Matilda Betham, dass es sich um eine Bildhauerin gehandelt hat, die einen dritten Platz in einem Wettbewerb gewann. In Folge dieser Verwechselung wurde Kresilas als Cresilla in die Liste aufgenommen. |      |
| Manto              | Manto                       | N/A                                | Griechische Mythologie          | In der griechischen Mythologie die Tochter des blinden Sehers Teiresias und selbst Prophetin. |      |
| Megalostrata       | Megalostrata                | N/A                                | Antikes Griechenland            | Spartanische Dichterin, die nur aus einem Fragment des Dichters Alcman bekannt ist, der in einer Schrift von Athenaios zitiert wird. |      |
| Moiro              | Moero of Byzantium          | N/A                                | Antikes Griechenland, Byzantion | Dichterin des frühen Hellenismus aus Byzantion, schrieb zahlreiche Epigramme, von denen zwei in der Anthologia Palatina erhalten sind. |      |
| Myrtis             | Myrtis of Anthedon          | 5. Jh. v. Ch.                      | Antikes Griechenland            | Lyrikerin, hoch angesehene Dichterin. |      |
| Nanno              | Nanno                       | um 600 v. Chr.                     | Antikes Griechenland            | Eine Flötenspielerin, in die Mimnermus verliebt war, der ihren Namen Nanno einem seiner beiden Bücher gab. |      |
| Neobule            | Neobule                     | N/A                                | Antikes Griechenland            | Archilochos behauptet, mit dem Mädchen verlobt gewesen zu sein, bevor ihr Vater Lycambes sie mit jemand anderem verheiratete. Archilochos Verse zu diesem Thema waren so bitter, dass sich Neobule, ihr Vater und ihre Schwestern alle aufgehängt hatten. Diese Gedichte werden allgemein als die Ursprünge der Satire angenommen.                                                     |      |
| Nossis             | Nossis                      | um 280 v. Chr.                     | Antike Süditalien               | Antike griechische Epigrammatikerin. |      |
| Penthelia          | Penthelia                   | N/A                                | Altes Ägypten                   | Musikerin, die dem Schöpfergott Ptah, dem Gott des Feuers, im Tempel von Memphis im alten Ägypten diente. |      |
| Praxilla           | Praxilla                    | 5. Jh. v. Chr.                     | Antikes Griechenland, Sikyon    | Dichterin, schrieb Dithyramben, die zum allergrößten Teil verloren sind. |      |
| Timarete           | Timarete                    | zwischen dem 5. und 1. Jh. v. Chr. | Antikes Griechenland            | Malerin aus Athen. |      |

Einzelnachweise
1. ↑  Brooklyn Museum: Sappho. In: brooklynmuseum.org. Abgerufen am 12. Oktober 2019.
2. ↑  Matilda Betham: A Biographical Dictionary of the Celebrated Women Or Every Age and Country. By Matilda Betham. B. Crosby and Company Stationers'Court, Ludgate-Hill, Tegg and Castleman, Warwick-Lane; and E. LLoyd, Harley-Street, Cavendish-Square, 1804, S. 297 (books.google.de).
3. ↑  Brooklyn Museum: Cresilla. In: brooklynmuseum.org. Abgerufen am 12. Oktober 2019.